# 褐疣柄牛肝菌

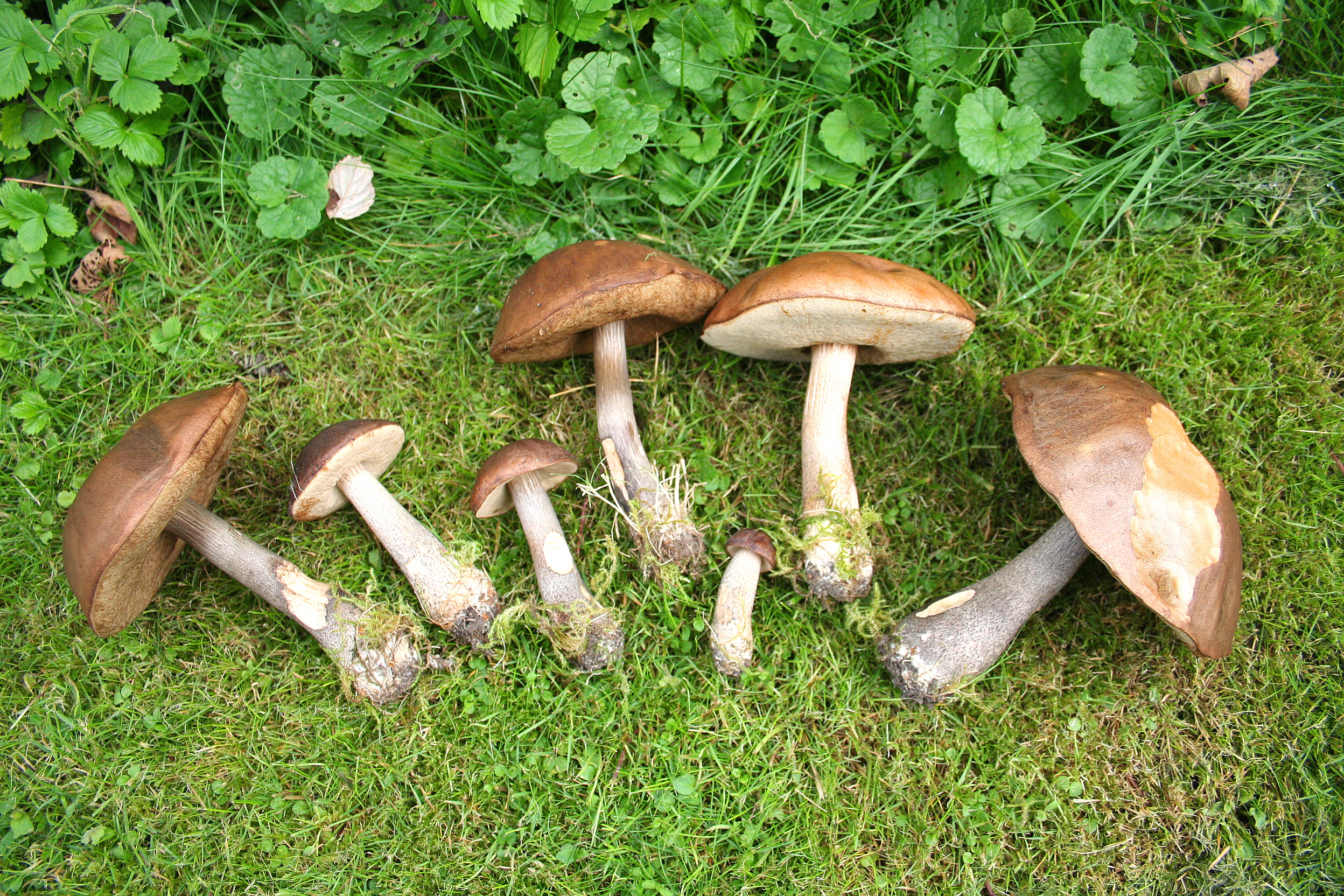
不同大小的褐疣柄牛肝菌

褐疣柄牛肝菌（學名：Leccinum scabrum）是牛肝菌科疣柄牛肝菌屬的一種可食真菌，原產於歐洲，現已隨樺樹被引入北半球各地與澳洲和紐西蘭。本種多與樺樹形成菌根，於六月至十月產生子實體。本種的蕈傘直徑為5—15公分、菌蓋皮為棕色且邊緣較淡；蕈柄高5—15公分、粗1—3.5公分；菌髓為白色，切開後顏色可能變深。
本種雖為可食，在芬蘭與俄羅斯常被食用，但有些指南認為不宜食用，也有人認為食用本種等疣柄牛肝菌皆應謹慎。